# П'єзометрична лінія
Лінія п'єзометрична (рос. линия пьезометрическая; англ. piesometric line; нім. Drucklinie f, piezometrische Linie f) — 
- 1) лінія, проведена по горизонтах рідини в п’єзометрах (відкритого або закритого типу), уявно встановлених уздовж елементарного струменя.

- 2) лінія, кожна точка якої підвищена над площиною порівняння на величину потенційного напору Н, що дорівнює відповідному живому перерізу потоку або точці лінії течії:

Н = z + p / ρ·g,
де z — геометрична висота; р — тиск; g — прискорення вільного падіння. 
Фігура, обмежена п’єзометричною лінією й площиною порівняння, є епюрою зміни потенційного напору вздовж потоку (або елементарного струменя). У разі безнапірного руху ця лінія часто збігається з вільною поверхнею потоку.